# تپه تتنک ۱
تپه تتنک ۱ مربوط به دوران‌های تاریخی پس از اسلام است و در شهرستان بوئین‌زهرا، روستای تتنک واقع شده و این اثر در تاریخ ۱۰ مهر ۱۳۸۰ با شمارهٔ ثبت ۳۹۳۹ به‌عنوان یکی از آثار ملی ایران به ثبت رسیده است.